# Mjuasjön (Tvings socken, Blekinge)
Mjuasjön är en sjö i Karlskrona kommun i Blekinge och ingår i Nättrabyåns huvudavrinningsområde.